# 安徽省 (汪兆銘政権)
安徽省（あんき-しょう）は汪兆銘政権に存在した省。

## 沿革
中華民国維新政府が1938年（民国27年）10月28日に設置した安徽省を前身とする。
1940年（民国29年）9月19日、汪兆銘政権は政治委員会第21次会議で中華民国維新政府の安徽省政府を改編することを決定、省会を蚌埠県と定め、下部に盱眙、鳳陽、嘉山、来安、滁県、全椒、天長、五河、懐遠、鳳台、寿県、会肥、巣県、含山、和県、当塗、蕪湖、宣城、繁昌、懐寧、望江、無為、定遠、桐城、宿松の各県を管轄した。1944年（民国33年）9月に銅陵、貴池、東流、旌徳、郎渓の各県及び定淮特別区、興淮特別区がその所管とされている。
県政監督のための行政専員公署は8区設置され、1944年（民国33年）3月に、第1、2区が、7月に第3、6、8区が、8月に第4、5、7区が設置されている。

## 歴代省長・省政府主席

### 省長
- 倪道烺：1940年3月30日 - 1940年9月20日

（中華民国維新政府から継続して留任）

### 省政府主席
- 倪道烺：1940年9月20日 - 1943年1月20日

### 省長
- 高冠吾：1943年1月20日 - 12月30日
- 羅君強：1943年12月30日 - 1944年12月27日
- 林柏生：1944年12月27日 - 〔1945年8月、廃止〕